# Критика государства всеобщего благосостояния
Современное государство всеобщего благосостояния подвергается критике по экономическим и моральным соображениям со всех сторон политического спектра. Многие утверждали, что предоставление услуг, финансируемых за счет налогов, или трансфертных платежей снижает стимул для работников искать работу, тем самым уменьшая потребность в работе, уменьшая вознаграждение за работу и усугубляя бедность. С другой стороны, социалисты, как правило, критикуют государство благосостояния, которое отстаивают социал-демократы, как попытку узаконить и укрепить систему капиталистической экономики, которая конфликтует с социалистической целью замены капитализма социалистической экономической системой.

## Консервативная критика

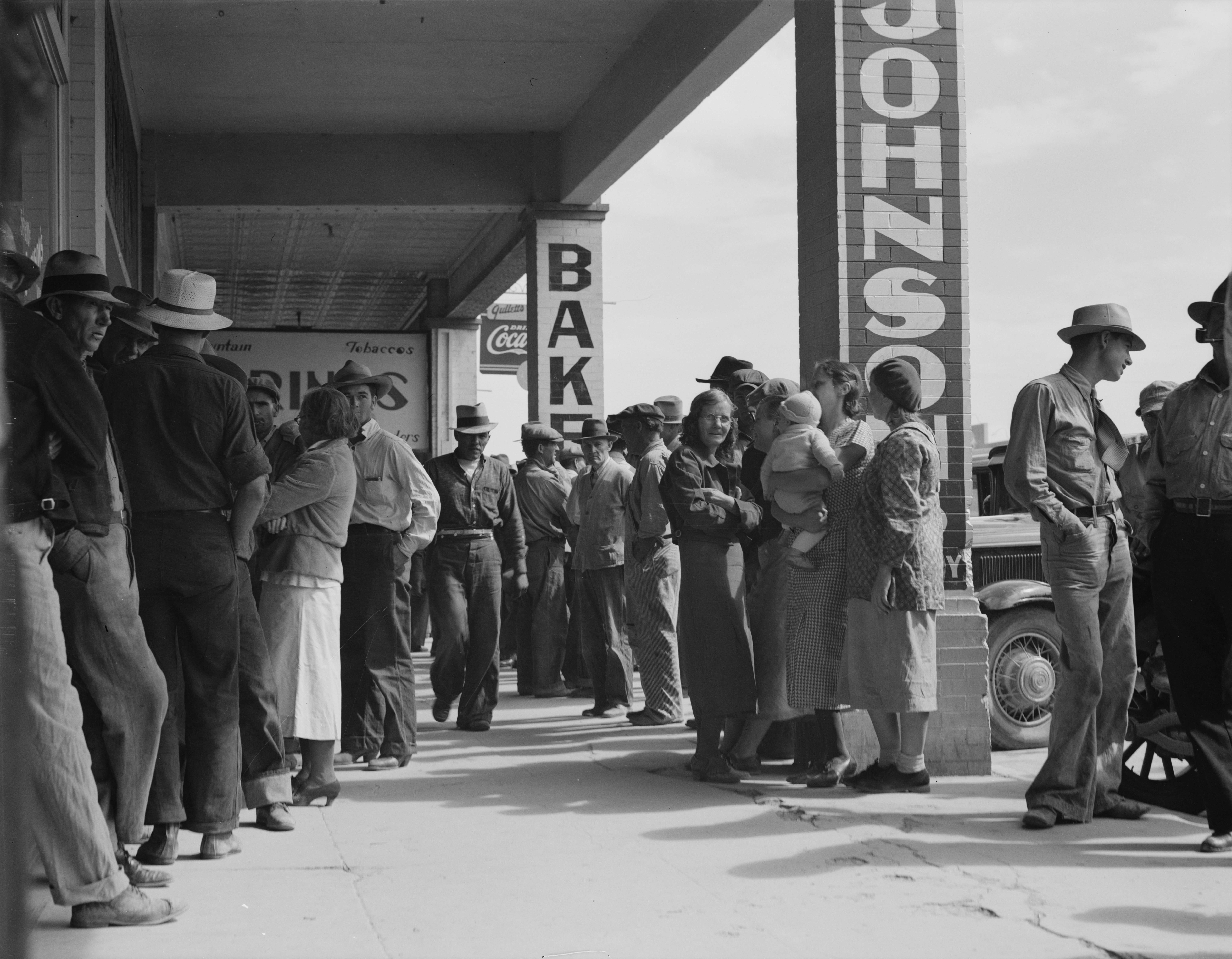
Люди стоят в очереди за чеками помощи в Соединенных Штатах во время Великой депрессии

В своей книге 1912 года «Рабское государство», англо-французский поэт и социальный критик Хилэр Беллок, набожный католик, утверждал, что капитализм изначально нестабилен, но попытки исправить его недостатки посредством все более обременительного регулирования могут привести только к возникновению того, что он называет «рабским государством». Согласно Беллоку, это рабское государство напоминает древнее рабство в том смысле, что оно полагается на позитивное право, а не на обычаи или экономическую необходимость сами по себе. Экономист австрийского происхождения Фридрих Хайек положительно отзывается о Рабском государстве Беллока в своей книге «Дорога к рабству». Наряду с другими, такими как Г. К. Честертон и Эрик Гилл, Беллок выступил за отмену прибыльного банкинга в пользу кредитных союзов и замену капитализма системой, которую они назвали дистрибутизмом, который, по их мнению, сохранит частную собственность и возродит достоинство работы, примером которой являются мелкие ремесленники и владельцы собственности в средние века.
Некоторые консерваторы в Соединенном Королевстве, такие как Джеймс Баболомев и Теодор Далримпл утверждают, что государство благосостояния произвело поколение иждивенцев, которые предпочитают полагаться на помощь и не прикладывать никаких реальных усилий, чтобы найти работу, даже если помощь официально доступна только для тех, кто не может работать или кто временно не может найти работу. Государство благосостояния в Соединенном Королевстве было создано для обеспечения определенных людей базовым уровнем преимуществ, чтобы облегчить бедность, но консерваторы считают, что оно способствовало безответственным и незрелым отношениям во многих своих получателях.
Некоторые британские консерваторы, такие как сопредседатель консервативной партии Сайида Варси, также критикуют культуру «что-то за просто так» государства всеобщего благосостояния, утверждая, что высокая степень государства всеобщего благосостояния «препятствует безработным в поиске работы». 55 % жителей Англии и 43 % жителей Шотландии считают, что «пособия для безработных слишком высоки и мешают им найти работу».

По словам политолога Алана Райана, «современные консерваторы утверждают, что либерализм обещает определенную степень личного удовлетворения, которую не может обеспечить государство всеобщего благосостояния, и что попытки добиться этого неизбежно приведут к разочарованию». Кроме того, граждане возмущены тем, что обязаны платить налоги для создания выгод для других, что создает «враждебность между более и менее привилегированными группами, которая полностью расходится с желаниями современных либералов». Райан также утверждал: 
Более того, государство всеобщего благосостояния должно использовать разветвленную бюрократию, члены которой наделены дискреционными полномочиями и по закону обязаны использовать эти полномочия для благосостояния своих клиентов. Это означает, что игнорируется беспокойство классических либералов о верховенстве закона и ограничении произвола: бюрократам даются ресурсы для выплаты своим клиентам. […] Освобождение, которое обещает государство всеобщего благосостояния — освобождение от тревог, бедности и стесненных обстоятельств существования рабочего класса — легко достигается образованным средним классом и недостижимо для большинства других. Таким образом, существует серьезный риск разочарования в либерализме в целом в результате его провала, когда он чрезмерно расширяется. Некоторые авторы полагают, что всемирная популярность консервативных правительств в 1980-х годах объясняется этим соображением.

## Либеральная и либертарианская критика
Сторонники классического либерализма, экономического либерализма и неолиберализма, такие как приверженцы Чикагской школы экономики, например Милтон Фридман, обвинили версию социального страхования Нового курса в создании «зазубрин», которые извращают экономические стимулы. Дж. Брэдфорд Делон утверждал: 
Правительство, как утверждали Милтон Фридман и другие, сказало бедным: зарабатывайте больше денег, и мы заберем у вас бесплатное жилье, талоны на питание и материальную поддержку. Фридман сказал, что люди рациональны, поэтому они не будут работать долго, если они не получат за это ничего или почти ничего. Большая разница между мальтузианскими консервативными критиками социального страхования в начале девятнадцатого века и чикагскими критиками 1970-х годов состоит в том, что чикагские критики были правы: Оказание общественной поддержки «достойным» бедным, а затем устранение ее, когда они стали стоять на собственных ногах, отравляло стимулы и вряд ли могло привести к хорошим результатам. И так, с 1970 по 2000 год, широкая коалиция консерваторов (которые хотели увидеть, как правительство прекратит поощрять аморальность), центристы (которые хотели, чтобы государственные деньги тратились эффективно), и левые (которые хотели сокращения бедности) убрали «зазубрины» из системы социального страхования. Президенты Джимми Картер, Рональд Рейган, Джордж Буш, Билл Клинтон и даже Джордж Буш и их сторонники создали нынешнюю систему, в которой налоговые ставки и пороговые значения не являются карательными сдерживающими факторами для предприятий.
Некоторые американские либертарианцы критикуют государство всеобщего благосостояния, потому что они считают, что программы социального обеспечения не работают для сокращения бедности, улучшения образования или улучшения здоровья или выхода на пенсию. По их словам, программы социального обеспечения также увеличивают количество внебрачных рождений и снижают стимул к работе. Более того, они считают, что программы социального обеспечения сокращают свободу, уменьшая возможности людей управлять своей собственной жизнью.

## Социалистическая критика
Критика государства всеобщего благосостояния и программ социального обеспечения идёт с различных точек зрения социалистов, начиная от марксистов заканчивая анархистами. С этих точек зрения критика государства благосостояния часто идет наряду с критикой структурных вопросов капитализма и неспособности мер социального обеспечения для решения фундаментальных экономических вопросов, которые марксисты считают присущи капиталистическим способом производства. Первоначально схемы социального страхования продвигались либералами и консерваторами, чтобы привлечь избирателей из рабочего класса и подорвать привлекательность социализма. В то время как некоторые социалистические партии терпимо относились к социальному страхованию, социалисты часто считали, что отстаивание таких программ противоречит их цели замены капитализма социализмом.
Марксистские социалисты утверждают, что современная социал-демократическая политика благосостояния неспособна решить фундаментальные и структурные проблемы капитализма, такие как циклические колебания, эксплуатация и отчуждение. Соответственно, социал-демократические программы, предназначенные для улучшения вопросов капитализма, такие как пособия по безработице и налогообложение на прибыль — создают дальнейшие противоречия в капитализме, ограничивая эффективность капиталистической системы за счет снижения стимулов капиталистов, чтобы инвестировать в дальнейшее производство. В результате государство всеобщего благосостояния служит лишь для того, чтобы узаконить и продлить эксплуататорскую и нагруженную противоречиями систему капитализма в ущерб обществу.
Демократические социалисты, такие как американский философ и математик Дэвид Швайкарт, противопоставляют социал-демократию с демократическим социализмом, определяя первую в попытке укрепить государство всеобщего благосостояния и последний, как политическое движение, стремящееся создать альтернативу капитализму. Согласно Швайкарту, демократическая социалистическая критика социал-демократии состоит в том, что капитализм никогда не может быть достаточно «очеловеченным», и любая попытка подавить экономические противоречия капитализма приведет только к их появлению в другом месте. Например, попытки слишком сильно сократить безработицу приведут к инфляции, в то время как слишком большая гарантия занятости подорвет трудовую дисциплину. Как социалисты, демократические социалисты стремятся создать альтернативу капитализму. В отличие от социал-демократии, демократические социалисты отстаивают посткапиталистическую экономическую систему, основанную либо на рыночном социализме в сочетании с самоуправлением рабочих, либо на какой-либо форме совместного экономического планирования.
Рыночный социализм также критикует и противопоставляет социал-демократические государства всеобщего благосостояния. Хотя общая цель обеих систем состоит в том, чтобы добиться большего социального и экономического равенства, рыночный социализм делает это путем изменения владения предприятием и управлением, тогда как социал-демократия пытается сделать это, наложив правительственные налоги и субсидии на частные предприятия для финансирования программ социального обеспечения. Франклин Делано Рузвельт III и Дэвид Белкин критикуют социал-демократию за сохранение класса капиталистов, владеющих собственностью, которые активно заинтересованы в изменении социал-демократической политики благосостояния и обладают непропорционально большой властью как класс, чтобы влиять на политику правительства.
Карл Маркс в своем Послании Центрального Комитета Коммунистической лиге подверг критике основные институты государства всеобщего благосостояния, предостерегая от программ, продвигаемых либеральными демократами. В то время как Маркс провозгласил, что коммунисты должны поддерживать буржуазию везде, где она действует как революционный, прогрессивный класс, потому что «буржуазные свободы нужно сначала завоевать, а затем критиковать», он специально утверждал, что меры, направленные на повышение заработной платы, улучшают условия труда и обеспечение социальных выплат будет использоваться, чтобы отговорить рабочий класс от социализма и революционное сознание, которое он считал необходимым для достижения социалистической экономики и, следовательно, будет угрозой подлинным структурным изменениям в обществе, сделав условия рабочих при капитализме более терпимыми с помощью программ социального обеспечения.
Эдуард Бернштейн, реформистский социал-демократ, скептически относился к государству всеобщего благосостояния и законодательству о социальном обеспечении. В то время как Бернштейн считал это чем-то полезным для рабочего класса, он опасался, что государственная помощь бедным может способствовать появлению новой формы нищеты. В конечном итоге Бернштейн считал, что любая такая политика должна иметь второстепенное значение по сравнению с основной социал-демократической заботой о борьбе с капитализмом как источником бедности и неравенства.
Наиболее резко критикуют государства и правительства анархисты, выступающие за отмену всех социальных иерархий, включая государство. Несмотря на антигосударственные и антирыночные взгляды социального анархизма, большинство анархистов в конечном итоге выступают за укрепление государства всеобщего благосостояния, утверждая, что системы социальной защиты являются краткосрочными целями для рабочего класса. По словам Ноама Хомского, "социал-демократы и анархисты всегда в целом соглашались в отношении так называемых «мер государства всеобщего благосостояния» и « анархисты предлагают другие меры для решения этих проблем без обращения к государственной власти». Некоторые анархисты верят в прекращение программ социального обеспечения только в том случае, если это означает отмену и правительства, и капитализма.